# 一致有界性原理
數學上，一致有界性原理，又稱巴拿赫–斯坦豪斯定理、共鸣定理，是泛函分析的重要結果。定理斷言，對於任意一族定義在巴拿赫空间上的连续线性算子，該族算子逐點有界，當且僅當其在算子范数意義下一致有界。
定理最早由斯特凡·巴拿赫和胡戈·斯坦豪斯於1927年發表，亦由漢斯·哈恩獨立證出。

## 定理內容
設 X 和 Y 為兩個巴拿赫空間。假設 F 為由 X 映向 Y 的若干個連續線性算子的集合。若對於 X 中的任意一個 x ，都有
{\displaystyle \sup \nolimits _{T\in F}\|T(x)\|_{Y}<\infty ,}
則
{\displaystyle \sup \nolimits _{T\in F,\|x\|=1}\|T(x)\|_{Y}=\sup \nolimits _{T\in F}\|T\|_{B(X,Y)}<\infty .}

### 證明
由於 X 完備，利用贝尔纲定理可以得到以下簡短的證明。
假定對於 X 中的任意一個 x, 都有
{\displaystyle \sup \nolimits _{T\in F}\|T(x)\|_{Y}<\infty .}
對任意整數 {\displaystyle n\in \mathbb {N} ,}記
{\displaystyle X_{n}=\left\{x\in X\ :\ \sup \nolimits _{T\in F}\|T(x)\|_{Y}\leq n\right\}.}
則 {\displaystyle X_{n}} 為閉集，且由假設有
{\displaystyle \bigcup \nolimits _{n\in \mathbf {N} }X_{n}=X\neq \varnothing .}
貝爾綱定理適用於非空的完备空间 X, 故存在 m 使得 {\displaystyle X_{m}} 的內部非空，即存在 {\displaystyle x_{0}\in X_{m}} 和 ε > 0 使得
{\displaystyle {\overline {B_{\varepsilon }(x_{0})}}:=\{x\in X\,:\,\|x-x_{0}\|\leq \varepsilon \}\subseteq X_{m}.}
設 u ∈ X 滿足 ǁuǁ ≤ 1 和 T ∈ F, 則有：
{\displaystyle {\begin{aligned}\|T(u)\|_{Y}&=\varepsilon ^{-1}\left\|T\left(x_{0}+\varepsilon u\right)-T(x_{0})\right\|_{Y}&[T{\text{ 為  線  性  }}]\\&\leq \varepsilon ^{-1}\left(\left\|T(x_{0}+\varepsilon u)\right\|_{Y}+\left\|T(x_{0})\right\|_{Y}\right)\\&\leq \varepsilon ^{-1}(m+m).&[{\text{ 因  為   }}\ x_{0}+\varepsilon u,\ x_{0}\in X_{m}]\\\end{aligned}}}
使 u 歷遍 X 的單位球，並取遍 {\displaystyle T\in F,} 得到
{\displaystyle \sup \nolimits _{T\in F}\|T\|_{B(X,Y)}\leq 2\varepsilon ^{-1}m<\infty .}
因此定理成立。
也有無需貝爾綱定理的簡單證明，例如 (Sokal 2011).

## 推論
該定理可以推出：若一列有界算子 (Tn) 逐點收斂，即對 X 的任意元素 x, 序列 (Tn(x)) 都收斂，則該列有界算子的逐點極限定義了另一個有界算子 T.
注意上述推論並未斷言 Tn 在算子範數的意義下收斂到 T, 即：在有界集上一致收斂。然而，由於 (Tn) 在算子範數意義下有界，且其極限算子為一個連續算子 T, 可以利用標準的 "3-ε" 技巧證明，在任意緊集上，均有 Tn 一致收斂到 T.
另一推論為：賦範空間 Y 的弱有界子集 S 必然有界。
理由是，可以將 S 看成巴拿赫空間 X = Y* (Y的連續對偶）上逐點有界的一族連續線性算子。由一致有界性原理，S 的元素（視為 X 的線性泛函）的算子範數（即雙對偶 Y** 上的範數）有界，但由哈恩－巴拿赫定理可知，S 的任意元素 s 在雙對偶空間的範數，等於其於原空間 Y 的範數。
記 L(X, Y) 為自 X 映向 Y 的連續線性算子空間（賦以算子範數）。若族 F  為 L(X, Y) 的無界子集，則由一致有界性原理，有：
{\displaystyle R=\left\{x\in X\ :\ \sup \nolimits _{T\in F}\|Tx\|_{Y}=\infty \right\}\neq \varnothing }
更甚者，R 在 X 中稠密。原因是，R 在 X 中的補集是 ∪Xn, 故為閉集 Xn 的可數並。按照定理的證明過程，每個 Xn 都无处稠密，故 ∪Xn 為第一綱集。所以 R 是貝爾空間中一個第一綱集的補集。根據貝爾空間的定義，這樣的集（稱為剩餘集）是稠密的。如此推理可得奇點凝聚原理，即：
若 X 為巴拿赫空間，{Yn} 為一系列賦範空間，Fn 為 L(X, Yn) 的無界子集，則集合
{\displaystyle R=\left\{x\in X\ :\ \forall n\in \mathbf {N} ,\;\sup \nolimits _{T\in F_{n}}\|Tx\|_{Y_{n}}=\infty \right\}}
為第二綱集，因此在 X 中稠密。
原因是，R 的補集可以寫成第一綱集的可數並
{\displaystyle \bigcup \nolimits _{n,m}\left\{x\in X\ :\ \sup \nolimits _{T\in F_{n}}\|Tx\|_{Y_{n}}\leq m\right\}.}
因此其剩餘集 R 稠密。

## 例子：傅立葉級數的逐點收斂
設 {\displaystyle \mathbb {T} } 為單位圓，{\displaystyle C(\mathbb {T} )} 為 {\displaystyle \mathbb {T} } 上連續函數在一致範數意義下組成的巴拿赫空間。由一致有界性原理，可以證明 {\displaystyle C(\mathbb {T} )} 中有一個元素，其傅立葉級數不逐點收斂。
對 {\displaystyle f\in C(\mathbb {T} ),} 其傅立葉級數定義為
{\displaystyle \sum _{k\in \mathbf {Z} }{\hat {f}}(k)e^{ikx}=\sum _{k\in \mathbf {Z} }{\frac {1}{2\pi }}\left(\int _{0}^{2\pi }f(t)e^{-ikt}dt\right)e^{ikx},}
而級數的第 N 階對稱部分和為
{\displaystyle S_{N}(f)(x)=\sum _{k=-N}^{N}{\hat {f}}(k)e^{ikx}={\frac {1}{2\pi }}\int _{0}^{2\pi }f(t)D_{N}(x-t)\,dt,}
其中 DN 為第 N 階狄利克雷核。選定 {\displaystyle x\in \mathbb {T} ,} 然後考慮序列 (SN(f)(x)) 的收斂性。以下式定義泛函 {\displaystyle \varphi _{N,x}:C(\mathbb {T} )\rightarrow \mathbb {C} } ：
{\displaystyle \varphi _{N,x}(f)=S_{N}(f)(x),\qquad f\in C(\mathbb {T} ),}
則 φN,x 有界。而 φN,x 於 {\displaystyle C(\mathbb {T} )} 的對偶空間的範數，是帶號測度  (2π)−1DN(x−t) dt 的範數，故
{\displaystyle \left\|\varphi _{N,x}\right\|={\frac {1}{2\pi }}\int _{0}^{2\pi }\left|D_{N}(x-t)\right|\,dt={\frac {1}{2\pi }}\int _{0}^{2\pi }\left|D_{N}(s)\right|\,ds=\left\|D_{N}\right\|_{L^{1}(\mathbb {T} )}.}
可以驗證
{\displaystyle {\frac {1}{2\pi }}\int _{0}^{2\pi }|D_{N}(t)|\,dt\geq {\frac {1}{2\pi }}\int _{0}^{2\pi }{\frac {\left|\sin \left((N+{\tfrac {1}{2}})t\right)\right|}{t/2}}\,dt\to \infty .}
故族 {φN,x} 是 {\displaystyle C(\mathbb {T} )^{\ast }} ({\displaystyle C(\mathbb {T} )} 的對偶）的無界子集。因此，由一致有界性原理可知，對任意 {\displaystyle x\in \mathbb {T} ,}傅立葉級數於 x 發散的連續函數在 {\displaystyle C(\mathbb {T} )} 中稠密。
也可運用奇點凝聚原理來得出更強的結論。設 (xm) 為 {\displaystyle \mathbb {T} } 中的稠密序列。如上定義 φN,xm. 則由奇點凝聚原理，傅立葉級數於每一個 xm 都發散的連續函數在 {\displaystyle C(\mathbb {T} )} 中稠密。（然而要注意，根據卡爾松定理，一個連續函數 f 的傅立葉級數，幾乎於每一點 {\displaystyle x\in \mathbb {T} } 都收斂到 f(x).

## 推廣
受最少限制，而類似結論仍然適用的空間，是桶型空間。其上的一致有界性原理為(Bourbaki 1987，Theorem III.2.1):
給定桶型空間 X 和局部凸空間Y, 則任意一族由 X 映向 Y 的逐點有界的连续线性算子都等度连续。
若把 X 換成一個貝爾空間而保持 Y 為局部凸的，則結論同樣成立。(Shtern 2001)
Dieudonné (1970) 證明了 Fréchet 空間上一個較弱的結論：
若 X 為 Fréchet 空間， Y 為賦範空間，H 為由 X 映向 Y 的若干連續線性算子組成的集合，其滿足對 X 中的任意元素 x，
{\displaystyle \sup \nolimits _{u\in H}\|u(x)\|<\infty ,}
則族 H 等度連續。